# Крупский сельсовет
Крупский сельсовет — административная единица на территории Крупского района Минской области Республики Беларусь. Административный центр — агрогородок Худовцы.

## География
Сельсовет граничит с Октябрьским, Бобрским и Игрушковским сельсоветами.

## Состав
Крупский сельсовет включает 27 населённых пунктов:
- Берёзовка — деревня
- Большая Слобода — деревня
- Боровые — деревня
- Буда — деревня
- Великая Слобода — деревня
- Гапоновичи — агрогородок
- Заровье — деревня
- Карповка — деревня
- Карпушовка — деревня
- Крупский — посёлок
- Лебедево — деревня
- Ливаново — деревня
- Лозовка — деревня
- Ляды — деревня
- Майск — деревня
- Малая Слобода — деревня
- Маслёнка — деревня
- Новая Крупка — деревня
- Новохросты — деревня
- Осиновка — деревня
- Ротань — агрогородок
- Селицкое — деревня
- Скородица — деревня
- Усохи — деревня
- Устиновка — деревня
- Худовцы — агрогородок
- Шейка — деревня

Упразднённые населённые пункты:
- Студёнка — деревня[1]